# Fira Literal
Literal: Fira d'idees & llibres radicals, popularment coneguda com a Literal o Fira Literal, és una fira comercial de llibres de pensament crític en qualsevol llengua, que es duu a terme anualment des de 2015, durant tres dies de mitjans de maig, al recinte de Fabra i Coats de Barcelona. El projecte arrencà de la iniciativa de les editorials Pol·len, Virus, Bellaterra, Icaria i Tigre de Paper, i compta amb la col·laboració del Grup Contrabandos, així com de la gestió de la cooperativa Cultura21 SCCL. És una trobada d'accés gratuït rellevant pel sector editorial independent versat en temàtica política, principalment de l'Estat espanyol, per tal de presentar-hi novetats i nous projectes de treball.
L'any 2016 comptà amb la presència de 60 editorials de l'Estat espanyol, 20 més que l'any anterior. Pel que fa a l'assistència, la primera edició aplegà a unes 5.000 persones, xifrà que s'arribà a doblar l'any següent, arribant així a les 10.000 persones, en consonància amb la consolidació del projecte firal.

## Ponents de renom
- 2016: Svetlana Aleksiévitx i Nanni Balestrini[2]
- 2017: Leila Khaled i Guy Standing[5]
- 2024: Angela Davis, Sara Ahmed i Vandana Shiva[6]

## Polèmica amb Leila Khaled

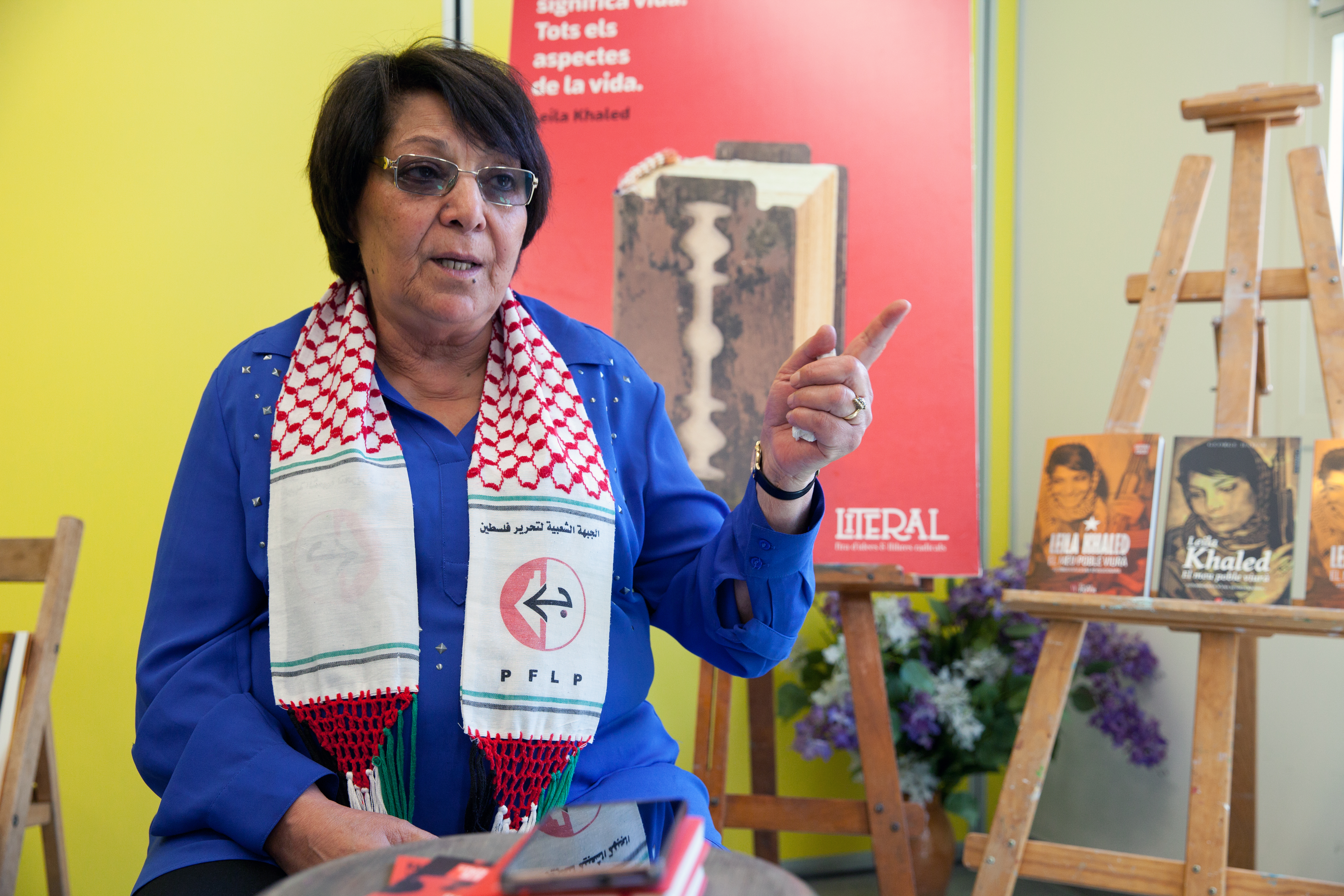
Khaled a la presentació de la 2a edició en català del seu llibre a la Fira Literal de 2017

En el marc de la tercera edició, l'assistència de l'activista política palestina Leila Khaled, com a ponent d'una de les conferències, generà una forta polèmica avivada pel rebuig d'algun sector de la comunitat jueva i la secció municipal del Partit Popular. El 8 de maig, el regidor i portaveu Alberto Fernández Díaz (PP) manifestà la seva oposició, titllant a Khaled de «terrorista» i exigint explicacions sobre els 12.000 euros que l'Ajuntament de Barcelona aportà a l'esdeveniment, juntament amb la cessió temporal de l'equipament municipal de Fabra i Coats, així com rebre informació del cost de les banderoles publicitàries amb la seva imatge. Tres dies després, l'11 de maig, la Lliga Internacional Contra el Racisme i l'Antisemitisme (LICRA Catalunya) i B'nai B'rith Nahmànides Barcelona presentaren davant del Fiscal en cap de l'Audiència Nacional espanyola, Javier Zaragoza, una denúncia contra Khaled per tal que no li fos concedit el visat d'entrada al territori de la Unió Europea. L'escrit de denúncia sol·licità l'obertura de diligències amb caràcter d'urgència a la vista que «aquests fets podrien ser constitutius de diversos delictes incloent els d'integració en organització terrorista, col·laboració amb organització terrorista, apologia i enaltiment del terrorisme, finançament d'activitats terroristes, malbaratament de recursos públics i prevaricació». No obstant això, la xerrada es veurà immersa en la vaga de fam que pròpiament inicià el 6 de maig, després de la mort del primer vaguista palestí. L'acció té cabuda en el marc de la Vaga per la Llibertat i la Dignitat a les Presons israelianes que s'inicià el 17 d'abril, Diada dels presos palestins. La protesta iniciada per 1500 presos, considerada la més multitudinària de les darreres dècades, té per objectiu una sèrie de demandes com ara el final de les prohibicions de visites de familiars, una assistència sanitària adequada, l'accés a l'educació superior, el final de les cel·les d'aïllament i detenció administrativa, així com de l'empresonament sense càrrecs ni judici.